# زينب العلمي
زينب العلمي هي ممثلة مغربية من مواليد سنة 1996بمدينة الخميسات.

## مسيرتها
بدأت المسرح في سن الرابعة، وشاركت في عدة أنشطة مسرحية. حاصلة على شهادة الإجازة في الدراسات الفرنسية، تخصص لسانيات.

## أعمالها

### مسلسلات
- ساعة في الجحيم
- 2014: ألف ليلة وليلة، في دور "دنيازاد"
- 2018 - 2019: رضاة الوالدة في دور "نسرين كناني"
- 2019: زواجي محال

### أفلام
- 2009: كريان زومبي

## روابط خارجية
- زينب العلمي على موقع IMDb (الإنجليزية)